# Oliver Sterl

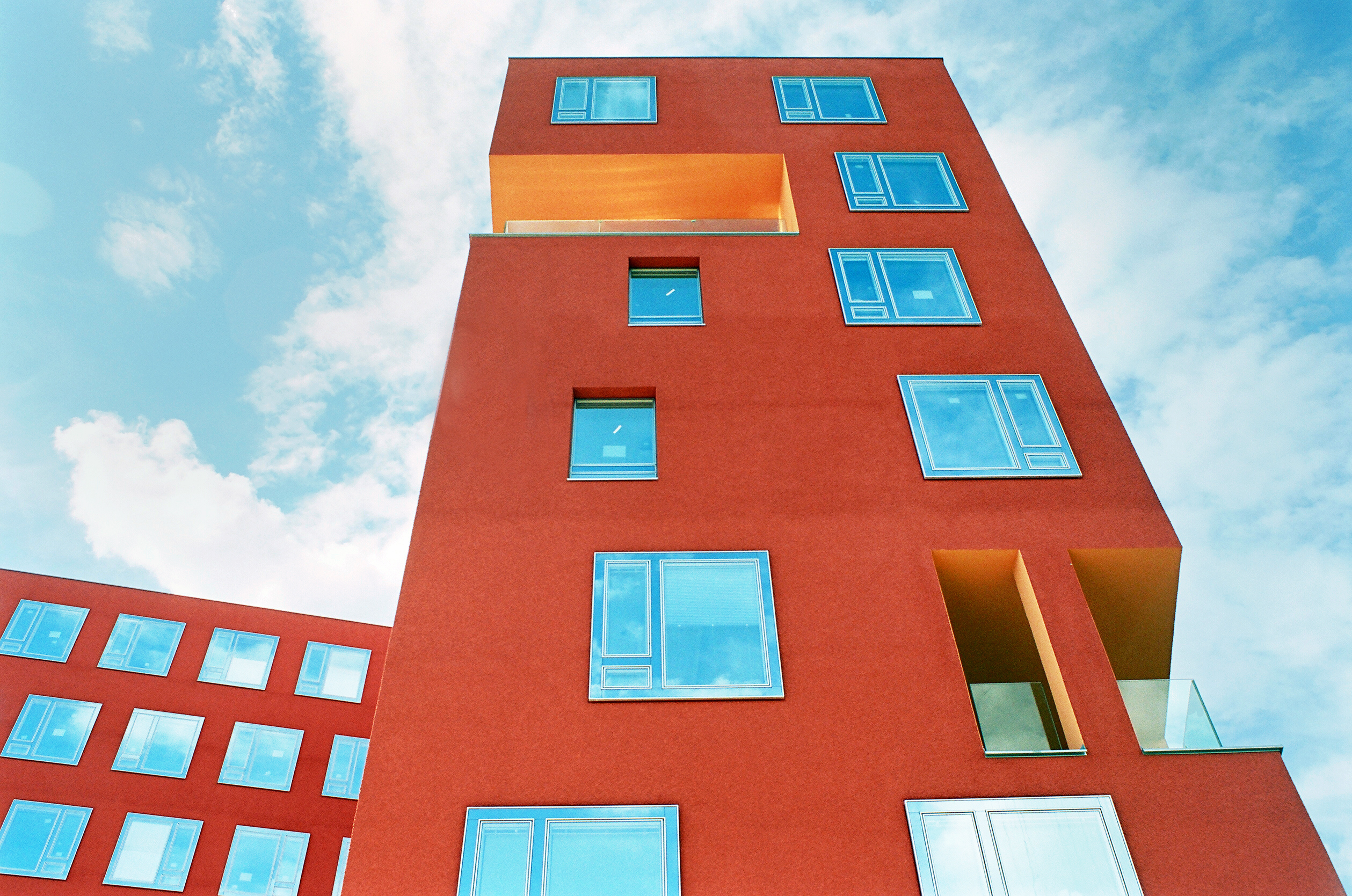
RLP Rüdiger Lainer + Partner Wirtschaftskammer Niederösterreich 2006, St. Pölten

Oliver Sterl (* 1969 in Villach, Kärnten) ist ein österreichischer Architekt.

## Leben
Sterl besuchte von 1984 bis 1989 die Höhere Technische Lehranstalt in Villach. Ab 1990 studierte er Architektur an der TU Graz, wo er vier Jahre später die erste Diplomprüfung absolvierte. Die Architekturlehre an der Technischen Universität dieser Jahre war geprägt von Exponenten der „Grazer Schule“ mit ihrer Propagierung von Utopien (Anselm Wagner, Antje Senarclens de Grancy) begleitet von der Suche nach jeweils sehr individuellen Handschriften in der Formenfindung.
Ergänzend zu den Grazer Lehrinhalten, folgte eine intensive Beschäftigung mit den zeitgenössischen Aspekten des Städtebaus. Insbesondere galt diese einem der Leitprojekte dieser Zeit, der „Urbanen Partitur“ für das städtische Entwicklungsgebiet „Flugfeld Aspern“ (1992) in Wien von Rüdiger Lainer, die u. a. auf der Architekturbiennale 1996 in Venedig präsentiert wurde. Vor allem die Idee einer Stadtplanung, die das Prozessuale und die zeitlich bedingten Veränderungen in der urbanen Entwicklung vorwegnimmt, beeinflusste Sterl.
1994 setzte er sein Studium an der TU Wien fort, in seiner Diplomarbeit untersuchte und evaluierte er einen städtebaulichen Planungsprozess anhand des städtebaulichen Entwurfs für die KDAG-Gründe in Wien-Meidling. 1999 erfolgte dann die Graduierung zum Diplom-Ingenieur für Architektur an der TU Wien. Während des Studiums arbeitete Sterl bereits in mehreren Büros, wie etwa bei Auböck + Kárász in Wien oder Bernhard Walter (Berlin). Im Jahr 2000 wurde er Projektleiter im Architekturbüro von Rüdiger Lainer. 2004 erhielt er die Befugnis zum Architekten der Bundeskammer für Architekten und Ingenieurkonsulenten. 2005 wurde aus dem ZT-Einzelunternehmen Rüdiger Lainer die neue Ziviltechniker GmbH RLP Rüdiger Lainer + Partner. Oliver Sterl avancierte zum Büropartner von Rüdiger Lainer und Miteigentümer der ZT GmbH. Seit dieser Zeit übt er auch die Funktion eines Geschäftsführers von RLP Rüdiger Lainer + Partner aus. Neben seiner Tätigkeit als planender und bauender Architekt beschäftigt ihn eine intensive Vortragstätigkeit im In- und Ausland.

## Werk
Nach kleinen Umbauten und den Arbeiten als Werkstudent war Sterl ab 2000 federführend an den Projekt- und Bauentwicklungen des Büros Rüdiger Lainer beteiligt – seit 2005 als verantwortlicher Partner für die RLP Rüdiger Lainer + Partner, zunächst beim „Cineplexx City“, einem Großkino in Salzburg. Metaphorisch für die Projektionsleinwände im Inneren und für das Prozessuale der Architektur wurde dort ein Solitär entwickelt, dessen Farbstimmungen von innen heraus leuchtend an den Fassaden je nach Tageszeit sich ändern. Der Platz am Hauptbahnhof erhält auf diese Weise eine poetische, stimmungshafte Komponente, die in Interaktion mit der umgebenden, nüchternen Nachkriegsarchitektur steht.
Als „kontuextuellen Solitär“ hat der Schweizer Architekturhistoriker und -kritiker Walter Zschokke (1948–2009) das Gebäude der Wirtschaftskammer Niederösterreich (fertiggestellt 2006) bezeichnet. Ausgehend von einer ökonomisch-seriellen Struktur, entwickelt sich die Gebäudeform zu einem leicht geknickten Ypsilon, die städtebaulich sehr viel zu leisten vermag. Gegenüber dem angrenzenden Wirtschaftsförderungsinstitut von Karl Schwanzer wird eine klare Eck- und Eingangssituation gebildet, während das Bürohaus im Osten einen Paravent für die angrenzende Wohnbebauung modelliert.
Architektur wirkt sich nicht nur auf Form und Kontext eines Bauwerks aus, sie kann auch in Abstimmung mit den Auftraggebern einen Gebäudetypus maßgeblich ändern, so geschehen beim „Innovativen Wohn- und Pflegehaus“ in Wien-Döbling. Ziel war es, den Typus des Pflegeheimes in ein „Wohngruppenmodell für SeniorInnen“ (Franziska Leeb) zu wandeln. Entstanden ist zwischen 2008 und 2012 ein Haus, dessen betreute Wohngruppen als Raumelemente Teil eines urbanen Mikrokosmos mit Arztpraxen, Gemeinschaftsräumen, Wohnungen und einem Kindergarten bilden. Stadträumlich wirkt dieses Objekt, trotz der Größe von 36.000 m² Bruttogrundfläche, überschaubar und bietet aufgrund der differenzierten Baukörperformung einen menschlichen Maßstab in der Annäherung und im Gebrauch.
Mitten in der Stadt Wien erfolgte von 2012 bis 2015 die nachhaltige Revitalisierung eines historischen Ringstraßenpalais', der 1879 errichteten ehemaligen Frucht- und Mehlbörse am Schottenring 19. Dafür wurde die Statik des Hauses entsprechend der EU-Erdbebenrichtlinie Eurocode 8 ertüchtigt, der Heizwärmebedarf halbiert, die Fassaden restauriert und die offene Struktur des Hauses für wirtschaftlich relevante, nutzungsneutrale Flächen adaptiert. Gewahrt blieb die Großzügigkeit der gründerzeitlichen Architektur, aufbereitet für eine Vielzahl von zeitgemäßen Arbeitswelten. Der Green-Building-Award der EU-Kommission wurde an RLP Rüdiger Lainer + Partner für die Erneuerung eines typischen Palais‘ der Wiener Ringstraßenära vergeben.
Mit dem Projekt HoHo Wien in der Wiener Seestadt Aspern betraten Oliver Sterl und Rüdiger Lainer in mehrfacher Hinsicht Neuland. 2015 vorgestellt, wird das Hochhaus bei seiner geplanten Fertigstellung Ende 2018 „mit 84 Metern Höhe und 24 Stockwerken der höchste Holzturm der Welt sein“ (Die Presse). „Die Architekten haben sich für eine hybride Bauweise entschieden. Im Inneren steckt ein Betonkern, drumherum legt sich die Holzbaukonstruktion, die immerhin rund drei Viertel der Geschoßfläche ausmacht. Durch den Materialmix ist eine flexible Raumaufteilung möglich.“ (Zitat competition).
Im Juni 2017 wurde die Wohnhausanlage im neuen Wiener Stadtquartier „Sonnwendviertel II“ am Wiener Hauptbahnhof fertiggestellt. Dort konnten ab Mitte 2017 in Zusammenarbeit mit dem Architekturbüro BKK-3 auf 30.000 m² Bruttogrundfläche 267 Wohnungen und Smart-Wohnungen sowie Sozialeinrichtungen (Kindertagesheim, Seniorenheim etc.) für die Benutzer bereitgestellt werden. „Zielgruppe für die Smart Wohnungen sind unter anderem junge Familien, Paare und Singles, die auf möglichst leistbares Wohnen angewiesen sind.“, wie Andrea Kästner schreibt. Die Planung von RLP Rüdiger Lainer + Partner zielt darauf ab, die klassische Wiener Blockrandbebauung durch differenzierte Volumina zu ersetzen, um ein Mehr an Belichtung, Belüftung und Sonneneinstrahlung für den eigenen Bauplatz, aber auch für Nachbarhäuser zu sichern. Diese Hinterfragung traditioneller Typologien geschieht nicht aus formalen Gründen, mit der neuen Konzeption wird die Lichtführung und Orientierung im gesamten Hofbereich optimiert. Die Thematik des „Smart Wohnen“, die im „Sonnwendviertel II“ von der Stadt Wien in den Mittelpunkt aller planerischen Konzepte gerückt wurde, löst das Büro mit einer hohen Variabilität innerhalb der vorgegebenen Flächen. Vom „Loft“ bis zur 3-Zimmer-Wohnung reicht das Angebot der Raumgliederung, das über die Zeit hinweg wieder verändert werden kann. Die Option auf Veränderung als Basis des Zusammenlebens eröffnet sich im „Sonnwendviertel“ nicht nur bezüglich der Wohntypen: Erdgeschoßzonen mit Gemeinschaftsräumen, attraktive Außenräume und die Durchmischung der Altersgruppen sollen hier – ähnlich wie in Aspern – einen urbanen Kosmos in seiner Heterogenität abbilden.

## Projekte (Auswahl)
- 2021: Mehrparteienhaus Wilhelminenstraße, Wien 16 (in Bau)
- 2020: Mehrparteienhaus Wieselburg, Wieselburg 3250 (in Bau)
- 2019: Wohnhäuser Nordbahnhof (BF 5), Wien 02 (in Bau)
- 2019: Wohn- und Bürogebäude Reininghaus, Graz 8020 (in Bau)
- 2018: Wohnhausanlage und Hotel Biotope City, Wien 10
- 2017: Hochhaus Q-Tower im Quartier The Marks, Wien 3
- 2017: QBC6 Hochhaus, Wien 10
- 2017: Holzhochhaus HoHo Wien, Wien 22
- 2017: Wohnquartier Sonnwendviertel 2, Bauteil Ost, Wien 10
- 2015: Wohnhausanlage Mautner Markhof Gründe, Wien 11
- 2015: Schottenring 19, Revitalisierung eines Gründerzeitensembles, Wien 1
- 2014: Wohnbauten Gerasdorfer Straße, Wien 21
- 2013: Wohnhausanlage Raxstraße, Wien 10
- 2012: Innovatives Wohn- und Pflegehaus Döbling, Wien 19
- 2011: Wohnquartier Kagraner Idylle, Wien 22
- 2008: Haus mit Veranden, Wohnbau und Kindertagesheim, Buchengasse 157, Wien 10
- 2007: Wohnbau Taubstummengasse 12, Wien 4
- 2008: Dachaufbau Nibelungengasse 1–3, Wien 1
- 2006: Neubau Wirtschaftskammer Niederösterreich, St. Pölten
- 2001: EURO – Eurocity Kinocenter (Cineplexx Salzburg City), Bahnhofsvorplatz, Salzburg

## Auszeichnungen
- 2021 NÖ Holzbaupreis 2021 in der Kategorie Außerhalb von Niederösterreich für HoHo Wien
- 2021 Winner Iconic Awards 2021 des Rates für Formgebung für „The Brick“
- 2021 Holzbaupreis Wien pro:Holz Austria „Wienwood 2021“ für HoHo Wien
- 2021 Architekturpreis der Stadt Wien „Gebaut 2020“ für „The Brick“
- 2020 Architekturpreis der Stadt Wien „Gebaut 2019“ für HoHo Wien
- 2019 Build Magazine für Most Innovative Architecture Studio – Austria und BUILD Excellence Award for High-Rise Building Renovations – Central Europe für HoHo Wien
- 2017 ÖGUT-Preis 2017 Nominierung für „Biotope City“
- 2016 Iconic Award, Rat f. Formgebung, Frankfurt
- 2015 Nominierung Staatspreis für Architektur und Nachhaltigkeit
- 2014 Nominierung ETHOUSE Award
- 2014 klima:aktiv Gold Standard, Raxstraße
- 2014 GreenBuilding Award of the EU-Comission
- 2012 Best Architects 13
- 2012 Nominierung ZV Bauherrenpreis 2012
- 2010 Green GOOD DESIGN Award 2010
- 2010 20+10+X World Architecture Community Award 7th Cycle
- 2009 Best Architects 10 in Gold
- 2006 Österreichischer Bauherrenpreis 2006 Wirtschaftskammer Niederösterreich

## Gruppenausstellungen
- 2019 Timber Rising, Roca Gallery, Barcelona
- 2018 Das Wiener Modell, Planungswerkstatt Wien
- 2018 Timber Rising, Roca London Gallery, London
- 2017  Visionäre und Alltagshelden, Oskar von Miller Forum, München
- 2016 Gebaut 2015, MA 19, Wien
- 2016 Ein Raum für Fünf, Galerie Aedes, Berlin
- 2015 Ein Raum für Fünf, Architekturzentrum Wien
- 2015 Ecobuild London
- 2013 Das Gold des AzW, Architekturzentrum Wien
- 2012 Gebaut 2011, MA 19, Wien
- 2011 Green GOOD DESIGN Award Exhibition
- 2010 best architects 10, Haus der Gegenwart, München
- 2010 Wiener Wohnbau, Galerie AEDES Berlin
- 2010 Das ganze Leben | Neue Pflegewohnhäuser für Wien, Planungswerkstatt Wien
- 2010 best architects 10, Haus der Gegenwart München
- 2009 Ich wohne bis ich 100 bin | Red Vienna, Grey Society, Architekturzentrum Wien
- 2009 Zielgebiet City, Planungswerkstatt Wien
- 2008 Composites, Caue 92, La Galérie du petit Château, Sceaux
- 2006 Sculptural Architecture in Austria, National Art Museum of China Peking / Guangdong Museum of Art Guangzhou
- 2005 Das neue Österreich, Ausstellung zum Staatsvertrag, Belvedere Wien

## Bibliographie
- Sabine Gotthardt, Grohe Deutschland (Hrsg.): Wohnungsbau neu denken, Zwischen Existenzminimum und Luxus! Eigenverlag Porta Westfalica, 2017.
- Liane Lefaivre: Rebel Modernist, Viennese Architecture since Otto Wagner. Lund Humphries, London 2017, ISBN 978-1-84822-205-2.
- Architekturzentrum Wien (Hrsg.): Ein Raum für Fünf. 20 Architektenjahre. Wien 2015.
- Architekturzentrum Wien (Hrsg.): Best of Austria - Austrias Beste Bauten. Architektur 2008_9. Wien 2010.
- Franziska Leeb: wohnen pflegen leben, neue Wiener Wohn- und Pflegehäuser. Bohmann Verlag, Wien 2009.
- Walter Zschokke: Kontextueller Solitär, Die Wirtschaftskammer Niederösterreich. Springer Verlag, Wien / New York 2007.
- Hans Hollein (Kurator): Sculptural Architecture in Austria. Ausstellungskatalog National Art Museum of China, Verlag Anton Pustet, Salzburg 2006.